# Generation of Love
Generation of Love ist ein Lied der deutschen Eurodance-Band Masterboy aus dem Jahr 1995. Es ist die erste Singleauskopplung aus dem Album Generation of Love – The Album.

## Entstehung und Veröffentlichung
Diese Single wurde von Beatrix Delgado eingesungen und von Tommy Schleh gerappt. Es ist zudem die erste Singleauskopplung aus dem Album Generation of Love – The Album. Die Single wurde am 2. Juni 1995 veröffentlicht.

## Text
In dem Lied geht es um eine neue Generation, welche nach einer Generation von Liebe sucht. 

## Musikvideo
Zu dieser Single wurde auch ein Musikvideo veröffentlicht.   
Das Musikvideo wurde in einem nachgebauten Kapselhotel gedreht, welches als Vision der Zukunft darstellen soll. Produziert wurde das Musikvideo von Jonathan Bate.

## Chartplatzierung
| ChartsChartplatzierungen | Höchstplatzierung | Wochen |
| ------------------------ | ----------------- | ------ |
| Deutschland (GfK)        | 16 (14 Wo.)       | 14     |
| Österreich (Ö3)          | 15 (9 Wo.)        | 9      |
| Schweiz (IFPI)           | 19 (14 Wo.)       | 14     |